# 做個有錢人
《做个有钱人》（英語：I Want To Be Rich）是一部2025年马来西亚贺岁喜剧片，张继聪、韩晓嗳、朱咪咪、罗家英、吴岱融、吴肇轩、童缤毓。电影改编自真人真事。
本片是2025年16部贺岁马新港电影的其中一部，其他分别是《新年奇迹号》（马来西亚）、《OMG！阿妈有喜》（马来西亚）、《半斤百两》（马来西亚）、《关你茶室》（马来西亚）、《哈哈哈新年喜戏》（马来西亚）、《AI拼才会赢》（新加坡）、《麻雀女王追男仔》（香港）、《临时决斗》（香港）、《祥赌必赢》（香港）。

## 劇情概要
阿华（張繼聰 飾）为了让家人过上更好的生活，不惜尝试烧腊店老板盗版光碟贩卖商，甚至成为收数佬尽管生活艰难，他依旧保持一颗忠厚善良的心直到一次偶然机会，遇见了非法越南劳工阿梅（韩晓嗳 飾），两人展开了一段跨越身份、种族和现实困境的爱情故事。

## 演員
| 演員   | 角色   | 介紹                 |
| 張繼聰 | 阿华   | 收数佬               |
| 韩晓嗳 | 阿梅   | 非法越南劳工         |
| 吴肇轩 | 周申旭 | 阿华的老友兼工作伙伴 |

## 制作
电影于2024年6月24日于吉隆坡开镜，电影在吉隆坡进行拍摄，预计耗时1个月完成，并会在2025年的贺岁档于全国电影院上映。